# 牟田昌平
牟田 昌平（むた しょうへい、1953年11月23日 - 2009年9月）は、日本のアーカイブ、公文書管理、記録管理、情報管理の実務・理論分野の専門家。
福岡県福岡市出身。早稲田大学第一文学部を経て、1981年、ロンドン大学大学院修士課程修了、東南アジア国際関係史修士。
1982年から2002年にかけて公益財団法人日本国際交流センター（JCIE）勤務。1994年8月、フルブライト研究生となり、アメリカ議会図書館で情報公開制度を１年間研究。
1996年よりアジア歴史資料センター設立プロジェクトを担当。2001年11月30日にアジア歴史資料センター設立後、主任研究員に就任し、2005年7月より国立公文書館アジア歴史資料センター調整専門官。2009年9月、55歳で死去。